# بطولة أمريكا الجنوبية للشباب تحت 20 سنة 2011
بطولة أمريكا الجنوبية تحت 20 سنة 2011 أو (سود أميريكانو تحت 20 عامًا) سوف تكون بطولة كرة قدم للمنتخبات الوطنية المصنفة تحت 20 عامًا. المسابقة سوف تعقد في بيرو ما بين 16 يناير إلى 6 فبراير العام المقبل.
الفرق الأربعة الأعلى في البطولة سوف يتأهلون إلى كأس العالم للشباب تحت 20 سنة 2011، والمقامة في كولومبيا، أيضاً سيتأهل فريقان إلى الألعاب الأولمبية الصيفية 2012، المقرر إقامتها في لندن، المملكة المتحدة. بكونها بلد مضيف، كولومبيا تأهلت مباشرتاً; وإذ فازت مركز في نصف النهائي في البطولة، سيكون بإمكان صاحب المركز الخامس بالتأهل بدلاً عنها لكأس العالم تحت 20 سنة.

## الفرق
- الأرجنتين
- بوليفيا
- البرازيل
- تشيلي
- كولومبيا
- الإكوادور
- باراغواي
- بيرو (مستضيف)
- الأوروغواي
- فنزويلا

## الحكام
أعلنت لجنة حكام اتحاد كونميبول أسماء الذين سيقودون مباريات البطولة في 1 ديسمبر 2010.
| الحكام | حكام مساعدون |
| --- | --- |
| دييغو أبال راؤول أراسكو ويلسون سينيمي خورجي أوسوريو ويلمار رولدان أومار بونس أنطونيو أرياس فيكتور هوغو كاريو داريو أوبرياكو مارلون اسكالانتي | ريكاردو كأساس افراين كاسترو كارلوس بيركنبروك فرانسيسكو موندريا رافائيل ريفاس كريستيان ليسكانو رودني أكينو سيسار اسكانو ميغيل أنخل نييفاس خورجي أوريغو |

## الجولة الأولى

### المجموعة 1
| فريق      | نقاط | فرق | عليه | له | خ | ت | ف | لعب |
| --------- | ---- | --- | ---- | -- | - | - | - | --- |
| الأرجنتين | 10   | 4+  | 4    | 8  | 0 | 1 | 3 | 4   |
| تشيلي     | 6    | 2−  | 8    | 6  | 2 | 0 | 2 | 4   |
| أوروغواي  | 4    | 1+  | 5    | 6  | 2 | 1 | 1 | 4   |
| فنزويلا   | 3    | 2−  | 6    | 4  | 1 | 3 | 0 | 4   |
| بيرو      | 4    | 1−  | 5    | 4  | 2 | 1 | 1 | 4   |

- الأرجنتين وتشيلي وأوروغواي تأهلوا إلى المجموعة النهائية.

| الأرجنتين              | 1 – 2 | الأوروغواي        |
| ---------------------- | ----- | ----------------- |
| هويوس 58' · إيتورب 90' | تقرير | دييغو بولينتا 37' |

| بيرو | 2 – 0 | تشيلي                        |
| ---- | ----- | ---------------------------- |
|      | تقرير | رايس 52' · خوسي مارتينيز 60' |

| بيرو       | 2 – 1 | الأرجنتين                    |
| ---------- | ----- | ---------------------------- |
| كالينس 65' | تقرير | فونيس موري 2' · زوكوليني 86' |

| فنزويلا   | 1 – 1 | الأوروغواي   |
| --------- | ----- | ------------ |
| ميغيل 19' | تقرير | رودريغيز 58' |

| الأرجنتين  | 1 – 1 | فنزويلا     |
| ---------- | ----- | ----------- |
| أراوخو 55' | تقرير | أوروزكو 65' |

| تشيلي | 4 – 0 | الأوروغواي                                 |
| ----- | ----- | ------------------------------------------ |
|       | تقرير | سيبيليني 10'، 44' · لونا 73' · بولينتا 77' |

| تشيلي     | 3 – 1 | الأرجنتين                   |
| --------- | ----- | --------------------------- |
| بيريز 69' | تقرير | فيريرا 58'، 67' · موسكا 73' |

| بيرو        | 1 – 1 | فنزويلا     |
| ----------- | ----- | ----------- |
| مونتاني 15' | تقرير | أوروزكو 78' |

| تشيلي                                | 1 – 3 | فنزويلا  |
| ------------------------------------ | ----- | -------- |
| بينتو 24' · غاليغوس 45' · ماركيز 86' | تقرير | ميزا 14' |

| بيرو                   | 0 – 2 | الأوروغواي |
| ---------------------- | ----- | ---------- |
| أوييدا 15' · دونار 71' |       |            |

### المجموعة 2
| فريق     | نقاط | فرق | عليه | له | خ | ت | ف | لعب |
| -------- | ---- | --- | ---- | -- | - | - | - | --- |
| البرازيل | 10   | 5+  | 4    | 9  | 0 | 1 | 3 | 4   |
| إكوادور  | 7    | 2+  | 3    | 5  | 1 | 1 | 2 | 4   |
| كولومبيا | 5    | 1−  | 8    | 7  | 1 | 2 | 1 | 4   |
| باراغواي | 4    | 2−  | 8    | 6  | 2 | 1 | 1 | 4   |
| بوليفيا  | 1    | 4−  | 7    | 3  | 3 | 1 | 0 | 4   |

| كولومبيا    | 1 – 1 | الإكوادور   |
| ----------- | ----- | ----------- |
| كاردونا 71' | تقرير | كازاريس 29' |

| البرازيل                 | 2 – 4 | باراغواي                   |
| ------------------------ | ----- | -------------------------- |
| نيمار 25'، 33'، 60'، 63' | تقرير | فييرا 51' · مونتينيغرو 84' |

| بوليفيا | 1 – 0 | باراغواي  |
| ------- | ----- | --------- |
|         | تقرير | توريس 23' |

| كولومبيا           | 3 – 1 | البرازيل                              |
| ------------------ | ----- | ------------------------------------- |
| كاردونا 65' (ضرب.) | تقرير | كاسيميرو 55' · ويليان 63' · نيمار 86' |

| البرازيل   | 1 – 1 | بوليفيا  |
| ---------- | ----- | -------- |
| إنريكي 41' | تقرير | ريوس 76' |

| الإكوادور     | 0 – 1 | باراغواي |
| ------------- | ----- | -------- |
| مونتانيو- 60' | تقرير |          |

| كولومبيا                 | 1 – 2 | بوليفيا  |
| ------------------------ | ----- | -------- |
| فرانكو 21' · إسكوبار 37' | تقرير | ريوس 57' |

| الإكوادور | 1 – 0 | البرازيل   |
| --------- | ----- | ---------- |
|           | تقرير | إنريكي 24' |

| الإكوادور                              | 1 – 3 | بوليفيا  |
| -------------------------------------- | ----- | -------- |
| تشالا 51' · كايسيدو 61' · مونتانيو 83' | تقرير | ريوس 42' |

| كولومبيا                       | 3 – 3 | باراغواي                  |
| ------------------------------ | ----- | ------------------------- |
| كاردونا 39'، 87' · إسكوبار 68' | تقرير | كوريا 32' · رويز 37'، 57' |

## المجموعة النهائية
| الفريق تأهل لكل من الألعاب الأولمبية 2012 وكأس العالم تحت 20 سنة                     |
| الفريق تأهل لكأس العالم تحت 20 سنة فقط                                               |
| الفريق فشل في التأهل لأولمبياد 2012 لكن لا زال بإمكانه التأهل لكأس العالم تحت 20 سنة |
| الفريق فشل في التأهل للأولمبياد وكأس العالم تحت 20 سنة                               |

| فريق       | نقاط | +/- | عليه | له | خ | ت | ف | لعب |
| ---------- | ---- | --- | ---- | -- | - | - | - | --- |
| البرازيل   | 12   | 12  | 3    | 15 | 0 | 1 | 4 | 5   |
| الأوروغواي | 10   | -3  | 7    | 4  | 1 | 1 | 3 | 5   |
| الأرجنتين  | 9    | 2   | 5    | 7  | 2 | 0 | 3 | 5   |
| الإكوادور  | 8    | 1   | 2    | 3  | 1 | 2 | 2 | 5   |
| تشيلي      | 3    | 5−  | 11   | 6  | 4 | 0 | 1 | 5   |
| كولومبيا   | 1    | 7−  | 8    | 1  | 4 | 1 | 0 | 5   |

| الأوروغواي | 0 – 1 | كولومبيا |
| ---------- | ----- | -------- |
| لونا 42'   | تقرير |          |

| الأرجنتين | 1 – 0 | الإكوادور    |
| --------- | ----- | ------------ |
|           | تقرير | مونتانيو 46' |

| تشيلي       | 5 – 1 | البرازيل                                                     |
| ----------- | ----- | ------------------------------------------------------------ |
| كاراسكو 19' | تقرير | نيمار 17'، 47' · لوكاس 65' · دييغو ماوريسيو 81' · ويليان 89' |

| الأوروغواي | 1 – 1 | الإكوادور    |
| ---------- | ----- | ------------ |
| مايادا 17' | تقرير | مونتانيو 59' |

| تشيلي                       | 3 – 2 | الأرجنتين                                       |
| --------------------------- | ----- | ----------------------------------------------- |
| كاراسكو 15' · غاليغوس 90+1' | تقرير | فيريرا 50' (ضرب.) · إيتورب 62' · تاغليافيكو 72' |

| البرازيل                         | 0 – 2 | كولومبيا |
| -------------------------------- | ----- | -------- |
| كاسيميرو 3' · دييغو ماوريسيو 89' | تقرير |          |

| الأوروغواي | 0 – 1 | تشيلي |
| ---------- | ----- | ----- |
| لونا 37'   |       |       |

| الإكوادور | 0 – 0 | كولومبيا |
| --------- | ----- | -------- |
|           |       |          |

| الأرجنتين                         | 1 – 2 | البرازيل   |
| --------------------------------- | ----- | ---------- |
| فونيس موري 7' (ضرب.) · إيتورب 68' |       | ويليان 55' |

| كولومبيا | 3 – 1 | تشيلي |
| -------- | ----- | ----- |
|          |       |       |

| الأوروغواي | 0 – 1 | الأرجنتين |
| ---------- | ----- | --------- |
|            |       |           |

| الإكوادور | 1 – 0 | البرازيل |
| --------- | ----- | -------- |
|           |       |          |

| كولومبيا | 2 – 0 | الأرجنتين |
| -------- | ----- | --------- |
|          |       |           |

| الإكوادور | 0 - 1 | تشيلي |
| --------- | ----- | ----- |
|           |       |       |

| الأوروغواي | 0 - 6 | البرازيل |
| ---------- | ----- | -------- |
|            |       |          |

## مسجلي الأهداف
| 5 أهداف - نيمار دا سيلفا هدفين - إدوين كاردونا هدف - مايكل هويوس - خوان مانويل إيتورب - برونو زوكوليني - خوان مانويل إيتورب - لورينزو رايس - خوسي مارتينيز - إدوين كاردونا - خوان رامون كازاريس سيفيانو - دييغو فييرا - براين مونتينيغرو - ألكساندر كالينس - دييغو بولينتا - فيديريكو مارتن رودريغيز - خوسي ميغيل رايس |

## تأهلا لبطولةكأس العالم للشباب تحت 20 سنة 2011
- الأوروغواي